# Katherine Kendall
Katherine Kendall Butler (Memphis (Tennessee), 12 augustus 1969) is een Amerikaanse actrice.

## Biografie
Kendal is opgegroeid in Memphis, in het tweede jaar van de highschool verhuisde haar familie naar Washington. Haar ouders werkten daar voor de regering Carter, en zij heeft drie zussen en een broer.
Kendall heeft zeven jaar training gehad bij de Washington Ballet waar ze de rol van Clara heeft gespeeld in het klassieke stuk Notenkraker. In de zomers ging ze naar New York waar ze ging dansen op het School of American Ballet. Kendall ging in het jaar 1990 naar het American Academy of Dramatic Arts om het acteren te leren. Hierna verhuisde ze naar Los Angeles om te gaan acteren.
Kendall begon in 1995 met acteren in de film Camouflage. Hierna heeft ze nog meerdere rollen gespeeld in televisieseries en televisiefilms zoals Beverly Hills, 90210 (1996), Profiler (1998) en NYPD Blue (2001). Kendall heeft in 2001 negen maanden in China gewoond en daar heeft ze gespeeld in de televisieserie Flatland (6 afl). Ze werkte hier samen met Dennis Hopper en hier heeft ze ook een nieuwe hobby ontdekt, namelijk fotograferen, wat ze nog steeds doet.
Kendall heeft in 2004 een musical geproduceerd, ontworpen en de choreografie geregeld die haar beste vriendin Heather Reed had geschreven, het stuk had de naam Dear Bernard en werd opgevoerd in Los Angeles.
Kendall woont nu in West Hollywood en verzorgt daar ook danslessen voor kinderen.

## Filmografie

### Films
Uitgezonderd korte films.
- 2022 She Said - als bestuursvoorzitter Miramax
- 2018 An L.A. Minute - als Tracy
- 2009 Deep in the Valley – als bazin
- 2006 Southland Tales – als serveerster
- 2005 Turning Green – als de Muze
- 2005 Down in the Valley – als cowgirl
- 2000 Teacher's Pet – als Carla Briggs
- 1999 The Hungry Bachelors Club – als Bainbridge
- 1998 Dark Tides – als ??
- 1998 The Farmhouse – als Jenny
- 1996 Swingers – als Lisa
- 1995 Camouflage – als ??

### Televisieseries
Uitgezonderd eenmalige gastrollen.
- 2022 Bleed - als moeder - 4 afl.
- 2002 Flatland – als Linda Meyers – 6 afl.
- 1999 Wasteland – als Vicki – 2 afl.

- Library of Congress Control Number: no2010018959
- Virtual International Authority File: 107387271
- WorldCat: E39PBJbRhvdgdqCjhXqM98mjmd